# Lysimachia maritima
Lysimachia maritima (молочка приморська як Glaux maritima) — вид трав'янистих рослин родини первоцвітові (Primulaceae), що зростає в північній Євразії й Північній Америці.

## Опис
Багаторічна трав'яниста рослина заввишки 3–25(40) см. Кореневища повзучі, гіллясті, тонкі. Стебла сланкі або висхідні, прості або гіллясті, дещо соковиті, сизі, голі. Листки світло-зелені, в основному супротивні, у верхній частині чергуються, безчерешкові з єдиною прожилкою, 0.2–2.6 × 0.1–6(12) см; краї цілі, плескаті; верхівки від тупих до закруглених (або гострих). Найнижчі листки лускаті, коричневі. Верхні листки з пластинами від ланцето до еліптично яйцевидих, м'ясисті, голі, блакитно-зелені, злегка темно-плямі. Квітки поодинокі, пазушні. Квітконіжки відсутні. Квіти: пелюстки відсутні; віночкоподібні чашечки колокольчаті, блідо-рожеві й темноплямі, 3–6 мм шириною; чашолистків 5, яйцевиді, тупі; тичинок 5. Плоди — сферичні, голі, 2.5–3.5 мм довжини капсули.

## Поширення
Європа (Естонія, Латвія, Литва, Україна, Австрія, Бельгія, Чехія, Німеччина, Угорщина, Нідерланди, Польща, Словаччина, Данія, Фінляндія, Ісландія, Ірландія, Норвегія, Швеція, Велика Британія, Румунія, Франція, Португалія, Іспанія); Північна Америка (США, Канада, Сен-П'єр і Мікелон); Азія (Вірменія, Азербайджан, Росія, Китай, Японія, Корея, Казахстан, Таджикистан, Туркменістан, Узбекистан, Монголія, Іран, Туреччина, Пакистан). 
Населяє прибережні райони, особливо дюни, болота, берегові вали, прибережні скельні оголення, кам'янисті береги, а також береги струмків та річок.
В Україні зростає на солонцях і засолених луках — у півд. ч. лісостепу і степу, у Присивашші й на ПБК, рідко.

## Галерея

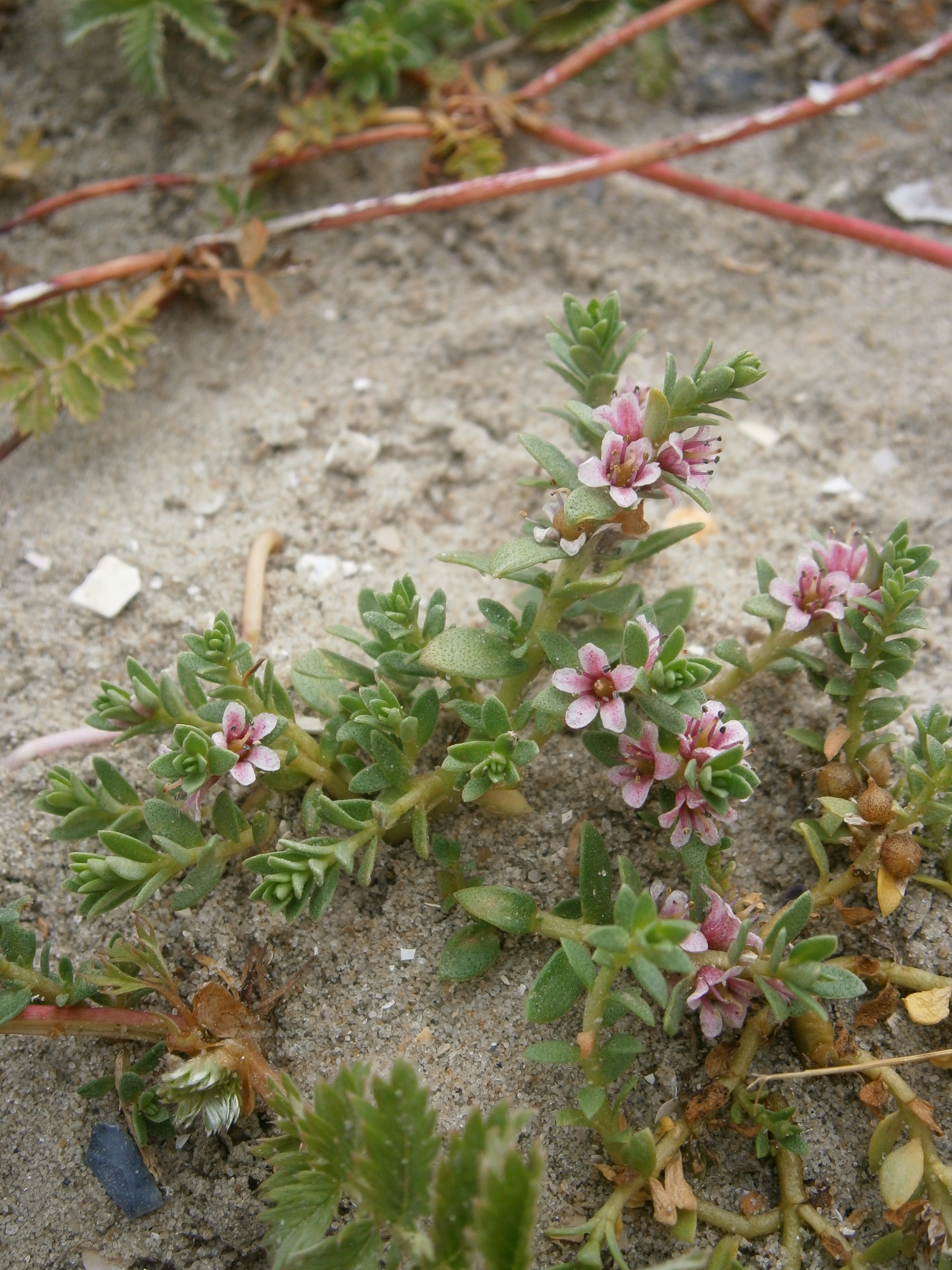
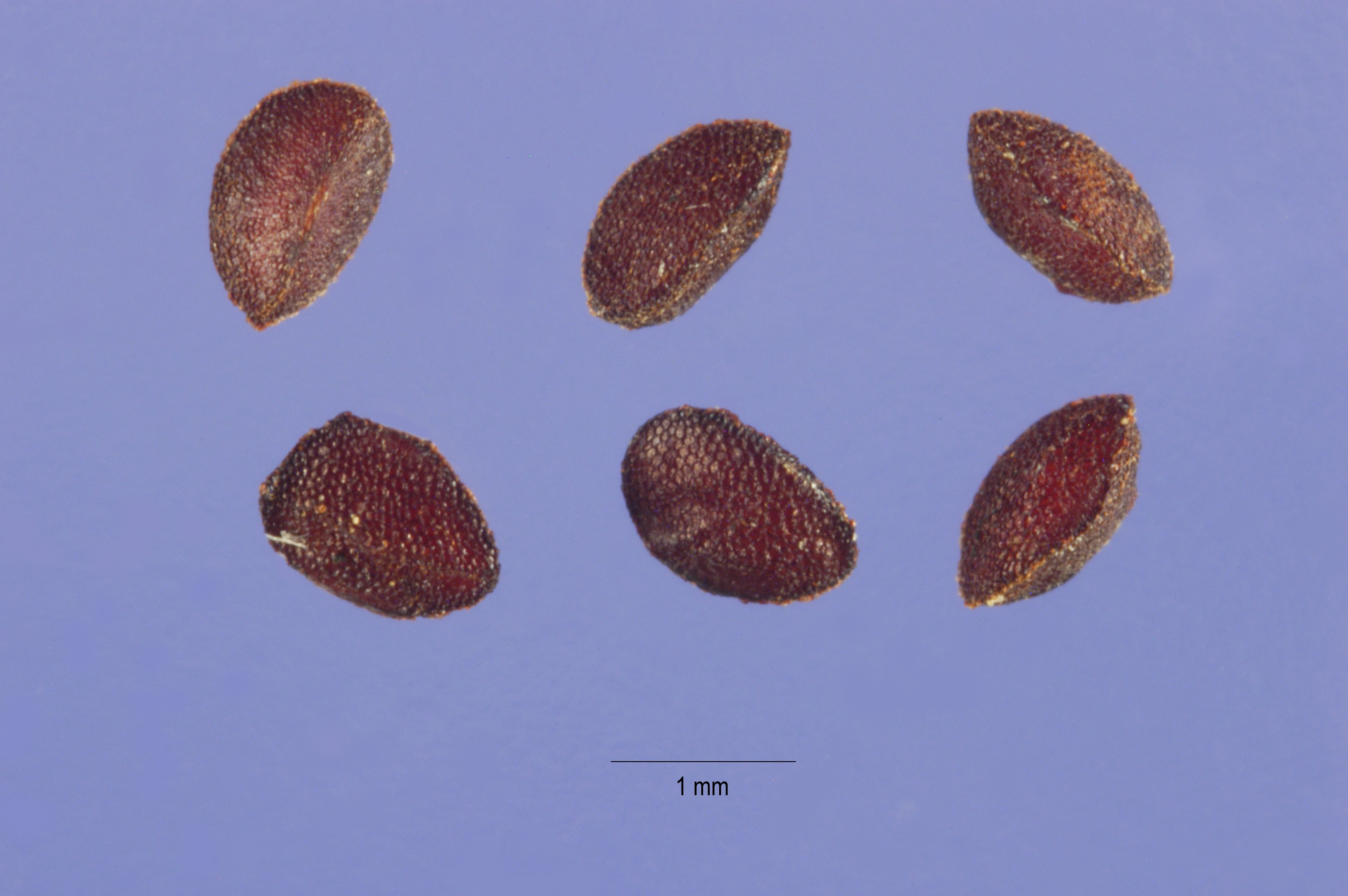
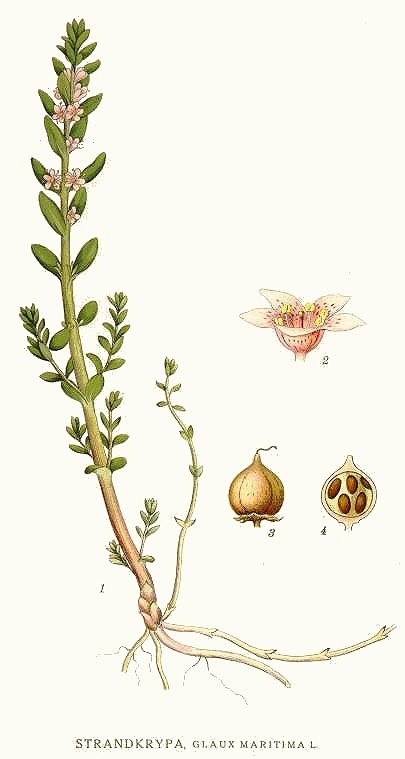